# Fokhagyma
A fokhagyma (Allium sativum) az amarilliszfélék családjába tartozó faj. Gyógy- és fűszernövény, melynek hagymája fogyasztható; felvágva erőteljes aromát (egyesek szerint illatot, mások szerint szagot) bocsát ki. Népies neve „foghagyma” vagy „büdös hagyma”.
Termesztésben gyakori változatai:

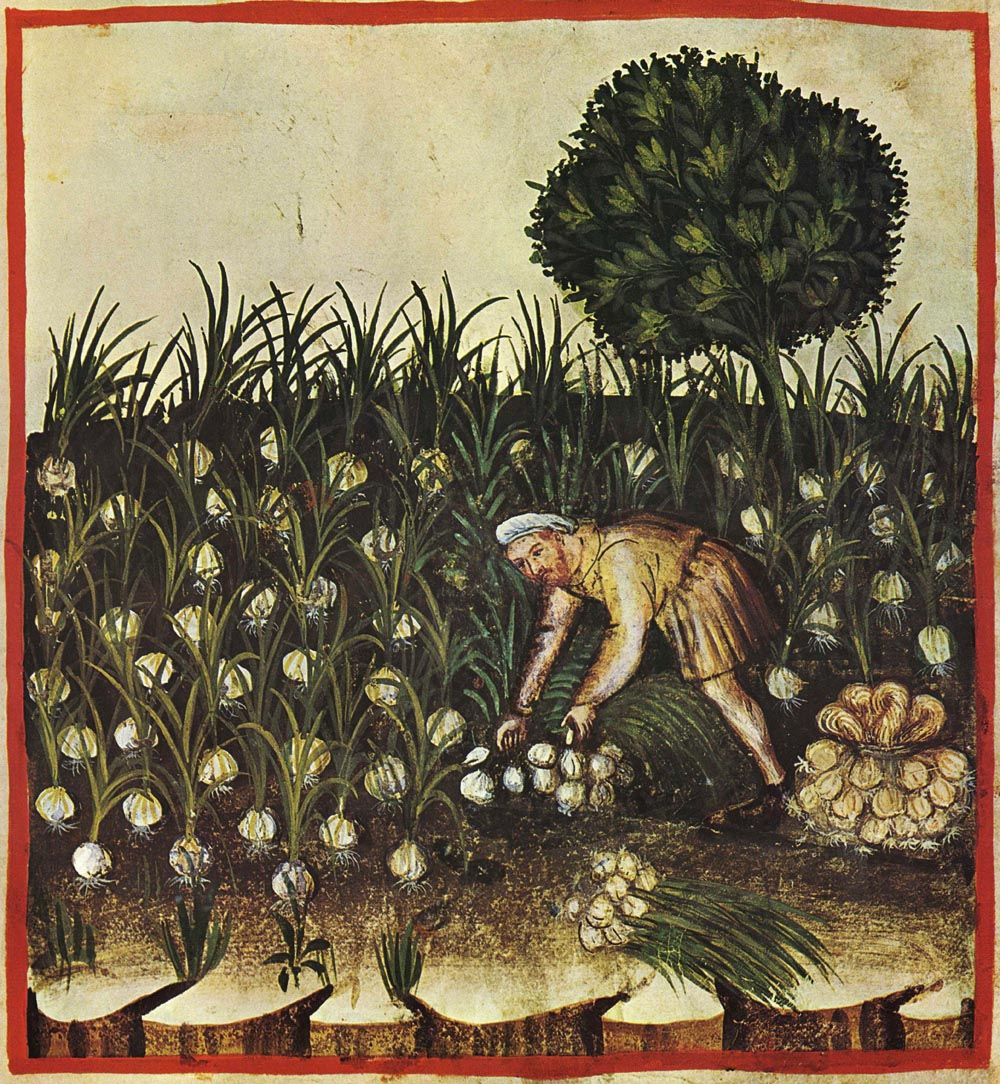
Betakarítása a 14. században

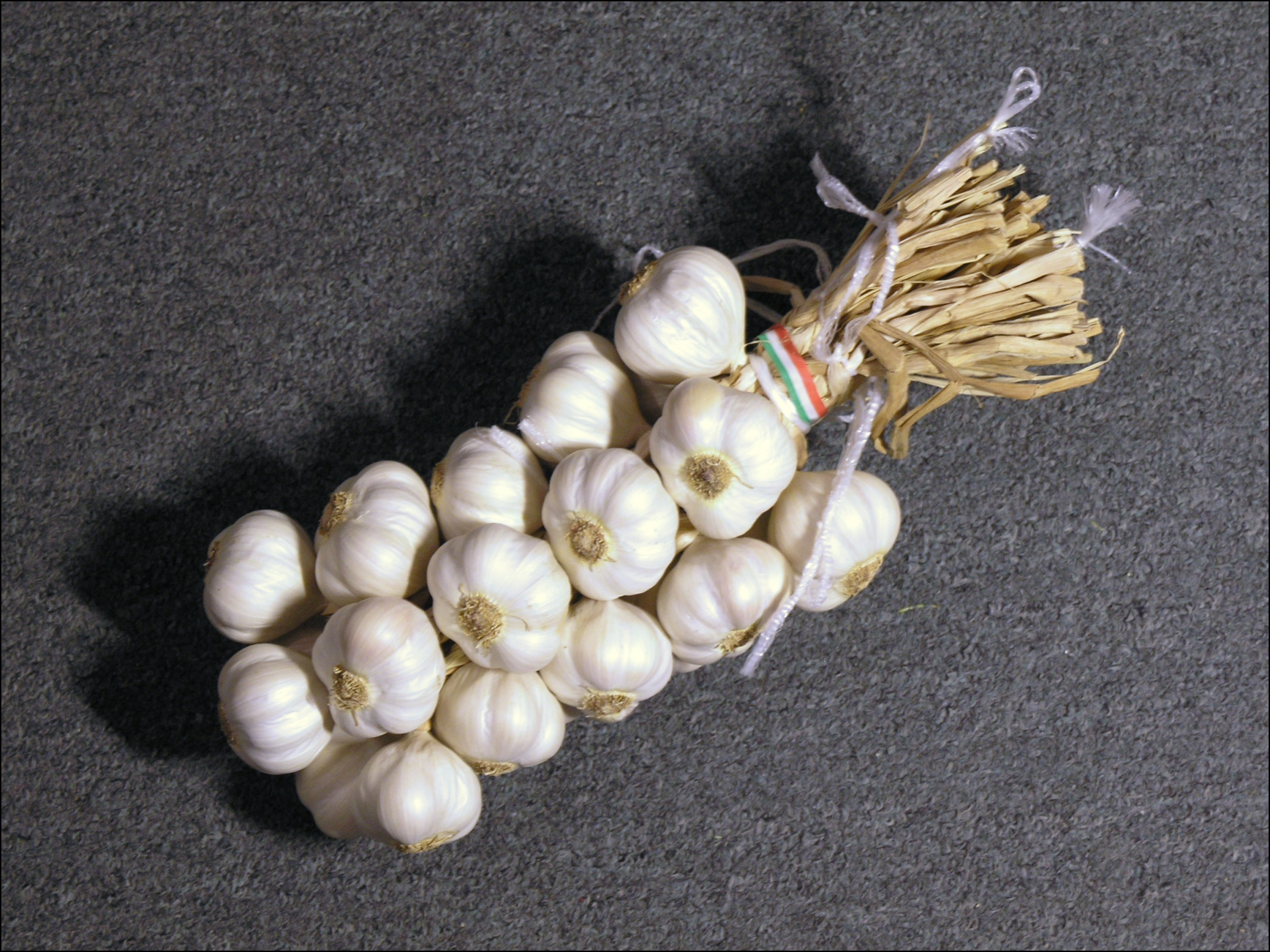
Fokhagymafüzér

- A. sativum cv. ophioscorodon (kemény szárú fokhagyma), ide tartozik az évelő fokhagyma vagy rocambol is
- A. sativum cv. sativum (puha szárú fokhagyma).[1]

Dél-Kínából származó, egygerezdű változata a gyöngyfokhagyma.
Továbbá létezik a fokhagyma óriás változata az elefánt fokhagyma.

## Származása, elterjedése
Elő- és Dél-Ázsiából terjedt el. Magyarországra Aragóniai Beatrix udvartartásával került; a 15. században kezdték termeszteni.

## Betegségei
Szívós növény, amelynek kevés a kártevője, illetve betegsége:
- a fonálférgek (Nematoda) és a Stromatinia cepivora fehér rothadást okoznak,
- egy kevésbé súlyos betegség a gyökerek rózsaszínű elszíneződése,
- a Botrytis gombák, főleg a Botrytis porri rothadást okoznak. A tünetek általában a nyaknál kezdődnek, az érintett szövetek meglágyulnak és barnára színeződnek. Nedves környezetben a rothadó termésen szürke, filcszerű anyag jelenik meg (ezek a spórák).[3]

## Tárolása
Ha a levele és szára elszárad, a gumókat szellős helyen utánszárítják, a rögöktől, gyökérzettől megtisztítják, füzérbe vagy koszorúba fonják, és szellős, száraz helyen (padlás) függesztik fel.

## Felhasználása
Különleges ízjavító hatása miatt az egész világon kedvelik. Egyes ókori népek varázserejűnek hitték, Egyiptomban szent növényként tisztelték. A középkorban is gyógyító és tisztító erőt tulajdonítottak neki, gerezdjét amulettként viselték. A pestisdoktor madárfejszerű álarcának csőrrészébe (amin át az orvos belélegezte a levegőt) többek között fokhagymalevelet is tettek.

## Hatóanyagai
Erős antibakteriális és gombaellenes hatását Louis Pasteur már 1858-ban leírta. Később, 1920-ban a svájci Sandoz gyógyszergyár izolálta az antibakteriális hatóanyag vegyületeit, az alliint és az abból kialakuló allicint. Kínai kutatók által in vitro (emberi szervezeten kívül végzett) kísérletek arra engednek következtetni, hogy az allicin más élettani hatásai mellett ráksejtellenes tulajdonsággal is bír. A fokhagyma tartalmaz még szénhidrátot, fehérjét, fontos ásványi anyagokat, valamint több vitamint (A-vitamin, B-vitamin, C-vitamin, E-vitamin), amiknek köszönhetően erős antioxidáns hatást fejt ki. A komplex összetevőknek köszönhetően jelentős immunrendszer-erősítő hatást is megfigyeltek. Jellegzetes illatát egy kéntartalmú anyag, az ajoén adja.
A modern orvostudomány igazolta a fokhagyma vérnyomáscsökkentő (2 Hgmm-rel csökkenti a vérnyomást egy gerezd fokhagyma), baktérium-, vírus- és gombaellenes, emésztést segítő, bélfertőtlenítő, bélféregűző, epe- és májműködést segítő hatását — viszont a galambok bélflóráját károsítja és ezzel nehezíti e madarak emésztését. Sokáig úgy vélték, és néhány korábban elvégzett kísérlet eredményei is arra mutattak, hogy a magas koleszterinszint csökkentésére is hatásos, de a Stanford Egyetem vizsgálatai (2007. február) ezt az elképzelést nem igazolták.

## Termesztése
A fokhagyma termesztése széles körben elterjedt a világban, és számos országban fontos mezőgazdasági termény. 2021-ben a fokhagymát több mint 100 országban termesztették, és az éves termés mennyisége meghaladta a 31 millió tonnát.
A világ legnagyobb fokhagyma termelői közé tartozik Kína, India, Kolumbia, Jemen és Banglades. Ezek az országok a 2021-es termelésük alapján az első öt helyen álltak. 2021-ben Kína az éves világ fokhagyma termésének a 64%-át adta.
Gerezdjeiről szaporítják; ősszel vagy tavasszal 20 × 10 cm-es sor- és tőtávolságra duggatják. Mivel meleg- és fényigényes, Magyarországon kiváltképp Makó környékén termesztik. Egyenletes vízellátás mellett bő termést hoz.

## Felhasználása

### Élelmiszer
Felhasználják levesek, főzelékek, saláták, sültek, vadhúsok, szószok, kolbászáruk készítéséhez, de kedvelt pirítós vagy lángos ízesítéséhez is. A legtöbb húspác és húsfűszerkeverék már-már kötelező alkotóeleme, a curry egyik meghatározó ízanyaga. Gerezdenként, összezúzva vagy szárítva és porítva (például fokhagymasóként), olajban, sós lében egyaránt használják. Jellegzetes spanyol étel az aïoli szósz (majonézes fokhagymaszósz). A balkáni ételek legtöbbjéhez (ürüsült stb.) nélkülözhetetlen.
Fermentálással, speciális körülmények között állítják elő a fekete fokhagymát, mely az ázsiai gasztronómiából került át a nyugati konyhába.

### Gyógyszeripar
A gyógyszeripar a fokhagyma hatóanyagait elsősorban antimikrobiális hatásai miatt alkalmazza, valamint vérhígító és vértisztító hatása miatt.
Vírus-, baktérium- és gombaölő hatása bizonyított, mind külsőleg, mind belsőleg. Megfázások során, vérzéssel együtt járó betegségeknél is kiválóan alkalmazható, mivel a véráramban jelen lévő mikroorganizmusokat és parazitákat is képes elpusztítani kénvegyületei révén. Külsőleg alkalmazva bizonyítottan elpusztítja a HPV-t, néhány nap alatt képes például a lógó bőrszemölcsöket eltüntetni. Jó féreghajtó hatása van. Vérhígító hatással is rendelkezik, nem engedi összetapadni és aggregálódni a vér alakos részét.

## Francia különlegességek

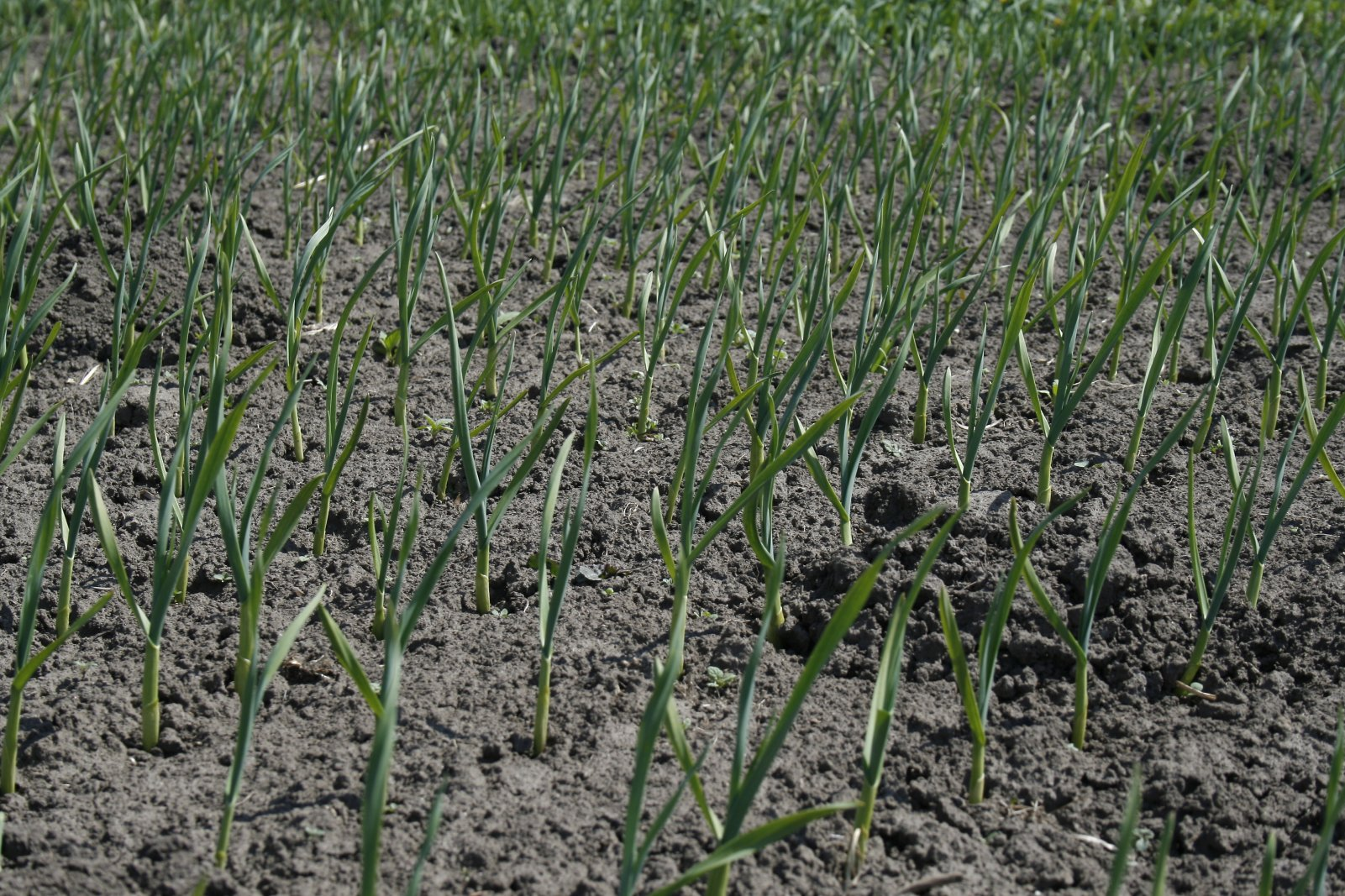
A fiatal növények

A fokhagyma a francia konyha kiemelten fontos fűszere. Ezt nemcsak termesztett, illetve feldolgozott változatainak számán láthatjuk, de a tájjellegű szertartásokból és a sajátos, francia fokhagymaételekből is.
Észak-francia specialitás a tőzeggel füstölt fokhagyma, az „Ail fumé d’Arleux”. Ezt tavasszal ültetett rozé fokhagymából készítik, melynek szüretelése július-augusztusban történik. Szárítás után füstölik a helybéli lápokból vágott tőzegen. A téglából épített füstölőt rövidre vágott szalmával vagy válogatott fűrészporral takarják be, és a tőzeget tíz napig izzítják a fellógatott füzérek alatt. A tüzet nyolcóránként újraélesztik. Az így tartósított, barnára színeződött, füstös aromájú fokhagyma egész évben eláll.
Augusztusban, a fokhagyma ünnepén Arleux-ben fokhagymakirálynőt választanak (L’élection de la Reine de l’Ail), és minden látogató igyekszik megkóstolni a híres fokhagymaleveseket:
Fokhagymaleves „Soupe á l’ail á la mode d’Arleux”:
Az aioli szósz a marseille-i konyha fokhagymás majonéze.

## Elnevezések, félreérthetőségek
Vannak nem egyértelmű kifejezések, ami a fokhagymát és annak mennyiségi jelzőit illeti. Habár Magyarországon gerezdnek nevezik a hagyma félhold alakú részeit, ugyanezt Erdélyben és Felvidéken cikknek nevezik. Ugyanakkor a Magyarországon használatos füzért, amely a sorban felfont hagymafejeket jelenti, Erdélyben koszorúnak nevezik.